# Bailongtan
Bailongtan (kinesiska: 百龙滩, 百龙滩镇) är en köping i Kina. Den ligger i den autonoma regionen Guangxi, i den södra delen av landet, omkring 120 kilometer norr om regionhuvudstaden Nanning. Antalet invånare är 15216. Befolkningen består av 7 649 kvinnor och 7 567 män. Barn under 15 år utgör 25,0 %, vuxna 15-64 år 63 %, och äldre över 65 år 10,0 %.
Genomsnittlig årsnederbörd är 1 772 millimeter. Den regnigaste månaden är juni, med i genomsnitt 297 mm nederbörd, och den torraste är februari, med 35 mm nederbörd.